# Boxholms baptistförsamling
Boxholms Baptistförsamling var en frikyrkoförsamling i inom Svenska Baptistsamfundet. Församlingen grundades 1879 och var verksam inom  Boxholms kommun. 1978 uppgick församlingen tillsammans med Boxholms missionsförsamling i Centrumkyrkans församling.

## Historik
Boxholms Baptistförsamling bildades 15 juni 1879 och bestod då av 15 medlemmar. Församlingen bestod 1882 av 45 medlemmar och 1883 av 90 medlemmar. Ur församlingen bildades och utbröt 4 februari 1883 Trehörna baptisförsamlingen av 25 medlemmar och 11 februari 1883 Rinna baptistförsamling av 34 medlemmar. Ur församlingen bildades och utbröts 14 november 1886 Strålsnäs baptistförsamling av 17 medlemmar.
Den första ordföranden var Fernström. Församlingen var i början annexförsamling till Linköpings första Batistförsamling. Församlingens första gudstjänstlokal byggdes 1893 och hette Betaniakapellet, kapellet låg på Götgatan i Boxholm.

## Pastorer
- 1895–1899: Olof Johan Hansson[3]
- 1900–1902: Carl Viktor Hugo[3]
- 1904–1906: Axel Isak Peterson[3]
- 1907–1909: Karl Axel Winander[3]

## Ordförande
- 1879 - ? E. J. Fernström